# Hulun Buir
| Mongolische Bezeichnung            | Mongolische Bezeichnung |
| ---------------------------------- | ----------------------- |
| Mongolische Schrift:               | ᠬᠥᠯᠦᠨ ᠪᠣᠧᠧᠷ ᠬᠣᠲ         |
| Transliteration:                   | kölün buyir qota        |
| Offizielle Transkription der VRCh: | Hulun Buir              |
| Kyrillische Schrift:               | Хөлөнбойр хот           |
| ISO-Transliteration:               | Hôlônbojr hot           |
| Transkription:                     | Chölönbojr chot         |
| Chinesische Bezeichnung            |                         |
| Vereinfacht:                       | 呼伦贝尔                |
| Pinyin:                            | Hūlúnbèiěr Shì          |

Hulun Buir ist eine bezirksfreie Stadt in der Volksrepublik China. Sie ist hervorgegangen aus dem Hulun-Buir-Bund (呼伦贝尔盟) und erstreckt sich über den äußersten Nordosten des Autonomen Gebietes Innere Mongolei der Volksrepublik China.

## Geographie
Hulun Buir hat eine Fläche von 263.953 km² (größer als Großbritannien), laut Zensus (2010) 2.549.252 Einwohner (Bevölkerungsdichte 9,57 Einw./km²) und liegt bei 49° 13′ N, 119° 45′ O. In dem eigentlichen städtischen Siedlungsgebiet von Hulun Buir leben 902.285 Menschen (2010). Das Verwaltungsgebiet der Stadt wird von verschiedenen Landschaften geprägt: vom Hulun-Buir-Grasland, einer Hochsteppe auf rund 1000 Meter über dem Meeresspiegel, die für Viehwirtschaft genutzt wird; von den beiden Seen Hulun und Buir (letzterer liegt teilweise im Staat Mongolei); und vom Großen Hinggan-Gebirge mit seinen Taigawäldern und intensiver forstwirtschaftlicher Nutzung.
Das Gebiet grenzt an Russland, die Mongolei, die Provinz Heilongjiang und den Hinggan-Bund. 

## Geschichte
Das Gebiet gehörte formal bis 1915 zur Provinz Heilongjiang, dann wurde es für einige Jahre eine mehr oder weniger eigenständige Sonderregion der mongolischen Barguten. Von 1918 bis 1920 waren Hailar und das Gebiet der Ostchinesischen Eisenbahn vorübergehend von russischen Weißgardisten und japanischen Interventionstruppen besetzt, ehe das Gebiet 1920 zunächst wieder Heilongjiang angegliedert wurde. Unter erneuter japanischer Besetzung wurde das Gebiet 1932 zur Provinz Xing’an des Staates Mandschukuo. Von  Nach dem Zweiten Weltkrieg riefen die Mongolen 1946 in Hulun Buir erneut eine Ostmongolische Autonome Region aus (nicht zu verwechseln mit der 1947 gebildeten Autonomen Region der Inneren Mongolei), die aber schon 1949 der Autonomen Region der Inneren Mongolei angeschlossen wurde. (Während der Kulturrevolution gehörte Hulun Buir von 1969 bis 1979 vorübergehend noch ein letztes Mal zu Heilongjiang.)

## Administrative Gliederung
Das Verwaltungsgebiet der Stadt Hulun Buir setzt sich auf Kreisebene aus zwei Stadtbezirken, fünf kreisfreien Städten, vier Bannern und drei Autonomen Bannern zusammen. Diese sind:
- Stadtbezirk Hailar (海拉尔区), 1.440 km², 260.000 Einwohner (2004), Verwaltungszentrum, Sitz der Stadtregierung;
- Stadtbezirk Jalainur (扎赉诺尔区; 2004 noch Teil Manjurs);
- Stadt Manjur (满洲里市), 696 km², 160.000 Einwohner (2004);
- Stadt Zalantun (扎兰屯市), 16.800 km², 440.000 Einwohner (2004);
- Stadt Yakeshi (牙克石市), 27.590 km², 400.000 Einwohner (2004);
- Stadt Genhe (根河市), 19.659 km², 170.000 Einwohner (2004);
- Stadt Ergun (额尔古纳市), 28.000 km², 90.000 Einwohner (2004);
- Arun-Banner (阿荣旗), 12.063 km², 320.000 Einwohner (2004), Hauptort: Großgemeinde Naji (那吉镇);
- Neues Rechtes Bargu-Banner (新巴尔虎右旗), 25.102 km², 30.000 Einwohner (2004), Hauptort: Großgemeinde Altan Emel (阿拉坦额莫勒镇);
- Neues Linkes Bargu-Banner (新巴尔虎左旗), 22.000 km², 40.000 Einwohner (2004), Hauptort: Großgemeinde Amgulang (阿穆古郎镇);
- Altes Bargu-Banner (陈巴尔虎旗), 21.192 km², 60.000 Einwohner (2004), Hauptort: Großgemeinde Bayan Hure (巴彦库仁镇);
- Oroqenisches Autonomes Banner (鄂伦春自治旗), 59.800 km², 280.000 Einwohner (2004), Hauptort: Großgemeinde Alihe (阿里河镇);
- Autonomes Banner der Ewenken (鄂温克族自治旗), 19.111 km², 140.000 Einwohner (2004), Hauptort: Großgemeinde Bayan Tohoi (巴彦托海镇);
- Autonomes Banner Morin Dawa der Daur (莫力达瓦达斡尔族自治旗), 10.500 km², 320.000 Einwohner (2004), Hauptort: Großgemeinde Nirgi (尼尔基镇).

Der formal zum Oroqenischen Autonomen Banner gehörenden Unterbezirke Songling und Jiagedaqi werden faktisch von der Provinz Heilongjiang verwaltet.

## Ethnische Gliederung der Gesamtbevölkerung Hulun Buirs (2000)
| Name des Volkes | Einwohner | Anteil  |
| --------------- | --------- | ------- |
| Han             | 2.199.645 | 81,85 % |
| Mongolen*       | 231.276   | 8,60 %  |
| Mandschu        | 111.053   | 4,13 %  |
| Daur            | 70.287    | 2,62 %  |
| Hui             | 30.950    | 1,15 %  |
| Ewenken         | 25.418    | 0,95 %  |
| Koreaner        | 8.355     | 0,31 %  |
| Russen          | 4.741     | 0,18 %  |
| Oroqen          | 3.144     | 0,12 %  |
| Xibe            | 956       | 0,04 %  |
| Sonstige        | 1.403     | 0,05 %  |

* Die meisten Mongolen gehören zur Gruppe der Barguten (Barga-Mongolen), deren Siedlungsgebiet sich in der angrenzenden mongolischen Provinz Dornod fortsetzt, auch dort gibt es eine Stadt namens Hulun Buir (Chölönbuir).

## Verkehr
Die Stadt verfügt über einen Flughafen mit dem IATA-Code HLD und dem ICAO-Code ZBLA. Hailar ist seit 1899 zudem an die Ostchinesische Eisenbahn angeschlossen.

## Söhne und Töchter der Stadt
- Vladimir Ussachevski (1911–1990), russisch-US-amerikanischer Komponist
- Wang Yuwei (* 1991), Ruderin
- Zhu Yaming (* 1994), Leichtathlet
- Uudam (* 1999 im Neuen Linken Bargu-Banner), Sänger und Schauspieler